# کازاچی (سرزمین آلتای)
کازاچی (به لاتین: Kazachy) یک منطقهٔ مسکونی در روسیه است که در سرزمین آلتای واقع شده‌است.